# Partecipanti al Tour Down Under 2010
Elenco dei partecipanti al Tour Down Under 2010.
Alla competizione presero parte 19 squadre. Ognuna di esse era composta da 7 corridori, per un totale di 133 ciclisti.

## Corridori per squadra
R: ritirato; NP: non partito; S: squalificato
| Astana Team        | Astana Team        | Astana Team        | Team Katusha       | Team Katusha         | Team Katusha       | Liquigas-Doimo     | Liquigas-Doimo       | Liquigas-Doimo     |
| ------------------ | ------------------ | ------------------ | ------------------ | -------------------- | ------------------ | ------------------ | -------------------- | ------------------ |
| 1                  | Allan Davis        | 88º                | 71                 | Robbie McEwen        | 4º                 | 141                | Tiziano Dall'Antonia | NP 3ª              |
| 2                  | Óscar Pereiro      | 72º                | 72                 | Alexandr Pliuschin   | 95º                | 142                | Kristjan Koren       | 118º               |
| 3                  | Valerij Dmitriev   | 60º                | 73                 | Ėduard Vorganov      | 7º                 | 143                | Jacopo Guarnieri     | 109º               |
| 4                  | Andrij Hrivko      | 13º                | 74                 | Joan Horrach         | 56º                | 144                | Maciej Paterski      | 101º               |
| 5                  | Josep Jufré        | 40º                | 75                 | Denis Galimzjanov    | 107º               | 145                | Mauro Finetto        | 66º                |
| 6                  | Jesús Hernández    | 41º                | 76                 | Stijn Vandenbergh    | 38º                | 146                | Peter Sagan          | 29º                |
| 7                  | Gorazd Štangelj    | 45º                | 77                 | Sergej Klimov        | 27º                | 147                | Fabio Sabatini       | 26º                |
| Team RadioShack    | Team RadioShack    | Team RadioShack    | Team Saxo Bank     | Team Saxo Bank       | Team Saxo Bank     | Garmin-Transitions | Garmin-Transitions   | Garmin-Transitions |
| 11                 | Lance Armstrong    | 25º                | 81                 | Stuart O'Grady       | 69º                | 151                | Jack Bobridge        | 98º                |
| 12                 | Daryl Impey        | 31º                | 82                 | Jens Voigt           | 84º                | 152                | Julian Dean          | 15º                |
| 13                 | Jason McCartney    | 112º               | 83                 | Kasper Klostergaard  | 108º               | 153                | Cameron Meyer        | 32º                |
| 14                 | Jaroslav Popovyč   | 49º                | 84                 | Baden Cooke          | 11º                | 154                | Christian Meier      | 54º                |
| 15                 | Sébastien Rosseler | 42º                | 85                 | Frank Høj            | 64º                | 155                | Trent Lowe           | 76º                |
| 16                 | Tomas Vaitkus      | 43º                | 86                 | Juan José Haedo      | 111º               | 156                | Robert Hunter        | 9º                 |
| 17                 | Gert Steegmans     | 36º                | 87                 | Anders Lund          | 86º                | 157                | Matthew Wilson       | 75º                |
| BMC Racing Team    | BMC Racing Team    | BMC Racing Team    | Team Milram        | Team Milram          | Team Milram        | Footon-Servetto    | Footon-Servetto      | Footon-Servetto    |
| 21                 | Cadel Evans        | 6º                 | 91                 | Robert Förster       | 116º               | 161                | José Alberto Benítez | 22º                |
| 22                 | George Hincapie    | 12º                | 92                 | Markus Fothen        | 10º                | 162                | Manuel Cardoso       | 90º                |
| 23                 | Karsten Kroon      | 120º               | 93                 | Dominik Roels        | 126º               | 163                | Aitor Pérez          | 20º                |
| 24                 | Danilo Wyss        | 73º                | 94                 | Thomas Rohregger     | 50º                | 164                | David Gutiérrez      | 119º               |
| 25                 | Martin Kohler      | 89º                | 95                 | Wim Stroetinga       | R 4ª               | 165                | Michele Merlo        | 121º               |
| 26                 | Mauro Santambrogio | 63º                | 96                 | Luke Roberts         | 5º                 | 166                | Martin Pedersen      | 103º               |
| 27                 | Thomas Frei        | 52º                | 97                 | Björn Schröder       | 124º               | 167                | David Vitoria        | 80º                |
| Omega Pharma-Lotto | Omega Pharma-Lotto | Omega Pharma-Lotto | Française des Jeux | Française des Jeux   | Française des Jeux | Quick Step         | Quick Step           | Quick Step         |
| 31                 | Mickaël Delage     | 94º                | 101                | Mikaël Cherel        | 93º                | 171                | Kevin Van Impe       | 114º               |
| 32                 | Oliver Kaisen      | 105º               | 102                | Thibaut Pinot        | 46º                | 172                | Mauro Facci          | 123º               |
| 33                 | Jonas Ljungblad    | 85º                | 103                | Jaŭhen Hutarovič     | 106º               | 173                | Thomas Vedel Kvist   | NP 6ª              |
| 34                 | Matthew Lloyd      | 34º                | 104                | Anthony Roux         | 70º                | 174                | Nikolas Maes         | 91º                |
| 35                 | Jürgen Roelandts   | 8º                 | 105                | Wesley Sulzberger    | 21º                | 175                | Addy Engels          | 87º                |
| 36                 | Gerben Löwik       | 97º                | 106                | Pierre Cazaux        | 102º               | 176                | Jurgen Van De Walle  | 14º                |
| 37                 | Jurgen Van Goolen  | 81º                | 107                | Arthur Vichot        | 48º                | 177                | Andreas Stauff       | NP 1ª              |
| Team HTC-Columbia  | Team HTC-Columbia  | Team HTC-Columbia  | Caisse d'Epargne   | Caisse d'Epargne     | Caisse d'Epargne   | UniSA-Australia    | UniSA-Australia      | UniSA-Australia    |
| 41                 | André Greipel      | 1º                 | 111                | Alejandro Valverde   | 19º                | 181                | Michael Matthews     | 82º                |
| 42                 | Michael Rogers     | 24º                | 112                | Luis León Sánchez    | 2º                 | 182                | Rohan Dennis         | 67º                |
| 43                 | Bert Grabsch       | 110º               | 113                | José Joaquín Rojas   | 23º                | 183                | Simon Clarke         | 115º               |
| 44                 | Bernhard Eisel     | 44º                | 114                | José Iván Gutiérrez  | 37º                | 184                | Timothy Roe          | 58º                |
| 45                 | Marcel Sieberg     | 83º                | 115                | José Vicente García  | 122º               | 185                | Jonathan Cantwell    | 79º                |
| 46                 | Matthew Goss       | 74º                | 116                | Mathieu Drujon       | 99º                | 186                | Peter McDonald       | 30º                |
| 47                 | Hayden Roulston    | 33º                | 117                | Mathieu Perget       | 57º                | 187                | David Kemp           | 125º               |
| Team Sky           | Team Sky           | Team Sky           | Euskaltel-Euskadi  | Euskaltel-Euskadi    | Euskaltel-Euskadi  |                    |                      |                    |
| 51                 | Chris Sutton       | 39º                | 121                | Romain Sicard        | 51º                |                    |                      |                    |
| 52                 | Davide Viganò      | 71º                | 122                | Jonathan Castroviejo | 113º               |                    |                      |                    |
| 53                 | Ben Swift          | 100º               | 123                | Gorka Izagirre       | 28º                |                    |                      |                    |
| 54                 | Mathew Hayman      | 61º                | 124                | Miguel Mínguez       | 117º               |                    |                      |                    |
| 55                 | Russell Downing    | 96º                | 125                | Mikel Nieve          | 47º                |                    |                      |                    |
| 56                 | Chris Froome       | 76º                | 126                | Daniel Sesma         | 127º               |                    |                      |                    |
| 57                 | Greg Henderson     | 3º                 | 127                | Iván Velasco         | 18º                |                    |                      |                    |
| AG2R La Mondiale   | AG2R La Mondiale   | AG2R La Mondiale   | Rabobank           | Rabobank             | Rabobank           |                    |                      |                    |
| 61                 | Martin Elmiger     | 16º                | 131                | Graeme Brown         | 35º                |                    |                      |                    |
| 62                 | Cyril Dessel       | 55º                | 132                | Stef Clement         | 77º                |                    |                      |                    |
| 63                 | Blel Kadri         | 68º                | 133                | Rick Flens           | 104º               |                    |                      |                    |
| 64                 | Jurij Krivcov      | 59º                | 134                | Tom Leezer           | 92º                |                    |                      |                    |
| 65                 | Rene Mandri        | 17º                | 135                | Koos Moerenhout      | 53º                |                    |                      |                    |
| 66                 | Anthony Ravard     | S 6ª               | 136                | Jos van Emden        | 65º                |                    |                      |                    |
| 67                 | Ludovic Turpin     | 62º                | 137                | Pieter Weening       | NP 3ª              |                    |                      |                    |